# Bredkyrklighet
Bredkyrklighet (engelska Broad Church) är den från Samuel Coleridge utgångna, av Charles Kingsley, Frederick William Robertson, Arthur Penrhyn Stanley och Frederic William Farrar representerade toleranta, liberala riktningen inom den anglikanska kyrkan. Den hade en föregångare på 1600-talet i latitudinarismen.
Frederick Denison Maurice skiljer sig från de förutnämnda författarna, genom att ha inspirerat både bredkyrkligheten och delar av anglokatolicismen.
Ibland används etiketten om svenskkyrkliga förhållanden, men den vanligaste svenska benämningen på motsvarande gruppering är folkkyrklig.